# 金児昭
金児 昭（かねこ あきら、1936年8月16日 - 2013年12月19日）は、日本の実業家、経営評論家。信越化学工業顧問、元金融監督庁顧問。

## 来歴・人物
東京都出身。東京都立大泉高等学校を経て、1961年に東京大学農学部（農業経済学）を卒業し、信越化学工業に入社する。一貫して経理、財務部門でキャリアを重ね、1992年に同社の常務取締役（経理、財務、法務、資材関係担当）に就任。同職を1999年まで務める。また、公認会計士試験（筆記・口述）試験委員や金融監督庁顧問（企業会計担当）等も務めた。
衆議院議員の亀井静香とは、大泉高校で同学年だった。
2013年12月19日に心不全のため死去。

## 社会的活動
- 金融監督庁顧問
- 公認会計士試験試験委員
- 日本CFO協会最高顧問
- 早稲田大学商学研究科客員教授

## 著書
- 『だれかを犠牲にする経済は、もういらない』 原 丈人・金児 昭　共著　ウェッジ 2010年 (ISBN 978-4863100701)